# Jean-François Parot
Pour les articles homonymes, voir Parot.
Jean-François Parot, né le 27 juin 1946 à Paris et mort le 23 mai 2018 à Missillac,,,, est un diplomate et écrivain français.
Au cours de sa carrière diplomatique, il a notamment été ambassadeur de France en Guinée-Bissau de 2006 à 2010. Il est aussi l'auteur des Enquêtes de Nicolas Le Floch, une série de romans policiers se déroulant dans le Paris du XVIIIe siècle.

## Biographie

### Enfance et formation
Jean-François Parot n'a pas connu son père ; sa mère, Madeleine Bonin, fille du monteur du Napoléon d'Abel Gance[Information douteuse], est elle-même monteuse de cinéma (elle a travaillé pour Marcel Carné, Jacques de Baroncelli, Jean de Marguenat ou Raymond Leboursier). Enfant, Jean-François Parot se promène avec Jean Gabin ou joue avec les boîtes de pellicule aux studios Boulogne.
Après des études secondaires aux lycées Michelet de Vanves et Henri-IV de Paris, il fait des études d'ethnologie et d'anthropologie et obtient une licence de lettres puis un diplôme d'études supérieures d'ethnologie ; il fait ensuite une maîtrise d'histoire sous la direction de Roland Mousnier, en 1969 (son mémoire, qui porte sur Les Structures sociales des quartiers de Grève, Saint-Avoye et Saint-Antoine entre 1780 et 1785, est rédigé à partir des archives notariales de la rue Vieille-du-Temple). Il est en outre spécialiste des techniques de momification égyptiennes, des mythes des sociétés océaniennes et du Paris du XVIIIe siècle.
Il effectue son service militaire en coopération à Saint-Louis du Sénégal.

### Carrière diplomatique
Jean-François Parot explique s'être lancé dans la diplomatie « par hasard », après un échec à l'agrégation, sur le conseil du consul général auprès duquel il avait été affecté à Saint-Louis. Secret et retenu, il considérait qu'en diplomatie « le plus important est de reconnaître les masques ».
Il a été deuxième secrétaire d'Ambassade à Kinshasa (1974), ensuite affecté à Doha, Djibouti, puis consul général de France à Saïgon (de 1982 à 1986) et à Athènes, conseiller d'ambassade à Ouagadougou et Sofia, ministre conseiller à Tunis et numéro deux à l'ambassade de France, ainsi que conseiller au ministère de l'Industrie et sous-directeur du personnel du ministère des Affaires étrangères à Nantes. Entre 2002 et 2006, il était directeur adjoint de la direction de la Coopération militaire et de défense. Il a été ambassadeur en République de Guinée-Bissau de 2006 à 2010, avant de prendre sa retraite.

### Écrivain reconnu
Il est principalement connu pour être l'auteur de la série policière Nicolas Le Floch, parue aux éditions Jean-Claude Lattès et dans la collection Grands détectives aux éditions 10/18. C'est en 1999, en poste à Sofia, que Jean François Parot commence à rédiger les aventures de Nicolas Le Floch, d'abord sans intention de les publier. Il travaille sur des cahiers d'écolier, sans ratures. Ce policier du XVIIIe siècle, enfant trouvé né à Guérande, est commissaire au Châtelet. Chaque récit est inscrit dans une période politique précise dont les éléments se nouent aux méandres de l'action, à la fois au sein du pouvoir comme du peuple parisien, avec les prémices de la Révolution. Mélanges d'aventures, d'enquêtes policières et de reconstitutions historiques, ses ouvrages sont traduits en italien, espagnol, anglais, japonais, russe et en coréen et se vendent chacun à 60 000 exemplaires. Le principal attrait de ces romans réside dans la précision apportée au tableau du Paris du XVIIIe siècle.
Le sixième roman de la série, paru en 2005 et intitulé Le Sang des farines (prix de l'Académie de Bretagne 2006 et du Lion's club 2007), est accompagné d'un supplément reprenant d'excellentes recettes, des gravures et de croustillants rapports de police, tous d'époque. Le huitième volume, Le Noyé du Grand Canal, paru en 2009, a obtenu le grand prix du roman de la ville de Rennes.
De 2008 à 2018, ces romans policiers historiques font l'objet d'une adaptation télévisuelle sur France 2, la série Nicolas Le Floch, sur des scénarios signés par Hugues Pagan et avec Jérôme Robart dans le rôle du commissaire. Par ailleurs, une adaptation en bande dessinée paraît depuis 2018.
À partir de 2010, Jean-François Parot devient membre de l’Académie littéraire de Bretagne et des Pays de la Loire.

### Promotion des arts culinaires
Comme ambassadeur, il souligne le rôle de la gastronomie en diplomatie, la table de l'ambassade de France à Bissau passant pour la meilleure d'Afrique de l'Ouest. Cuisinant parfois lui-même dans son ambassade, Jean-François Parot fait de son héros Nicolas Le Floch et de ses amis de fins gourmets. Le récit des aventures du commissaire est toujours accompagné de la description exacte de repas copieux et bien arrosés, description poussée jusqu'aux recettes d'époque.
Il avait également préfacé le livre À la table de Nicolas Le Floch de l'historienne Marion Godfroy (JC Lattès, 2015).

### Vie privée
Durant son affectation au Vietnam, il avait adopté un enfant, Édouard.

## Œuvres

### Histoire
- Structures sociales des quartiers de Grève, Saint-Avoye et Saint-Antoine : 1780-1785. Paris : Hachette, 1974. - trois microfiches de 98 images ; 105 x 148 mm. - (Publications de l'AUDIR). Microédition du texte dactylogr., 195 p. Mémoire de maîtrise, Paris-IV, Centre de recherches sur la civilisation de l'Europe moderne, 1969.

### Romans policiers

#### SérieLes Enquêtes de Nicolas Le Floch, commissaire au Châtelet
1- L'Énigme des Blancs-Manteaux (2000)
- Paris : J.-C. Lattès, 2000, 430 p.  (ISBN 2-7096-2037-5)
- Paris : 10/18, 2001, 377 p. (10/18 ; 3260. Collection Grands détectives).  (ISBN 2-264-03177-8)
- Paris : Pocket jeunesse, 2003, 382 p. (Pocket jeunesse ; 1074. Pocket jeunes adultes).  (ISBN 2-266-13110-9)

2- L'Homme au ventre de plomb (2000)
- Paris : J.-C. Lattès, 2000, 351 p.  (ISBN 2-7096-2038-3)
- Paris : 10/18, 2001, 311 p. (10/18 ; 3261. Collection Grands détectives).  (ISBN 2-264-03176-X)

3- Le Fantôme de la rue Royale (2001)
- Paris : J.-C. Lattès, 2001, 369 p.  (ISBN 2-7096-2284-X)
- Paris : 10/18, 2002, 344 p. (10/18 ; 3491. Collection Grands détectives).  (ISBN 2-264-03549-8)

4- L'Affaire Nicolas Le Floch (2002)
- Paris : J.-C. Lattès, 2002, 445 p.  (ISBN 2-7096-2350-1)
- Paris : 10/18, 2003, 397 p. (10/18 ; 3602. Collection Grands détectives).  (ISBN 2-264-03689-3)

5- Le Crime de l'hôtel Saint-Florentin (2004)
- Paris : J.-C. Lattès, 2004, 443 p.  (ISBN 2-7096-2514-8)
- Paris : 10/18, 2005, 396 p. (10/18 ; 3750. Collection Grands détectives).  (ISBN 2-264-04064-5)

6- Le Sang des farines (2005)
- Paris : J.-C. Lattès, 2005, 446 p.  (ISBN 2-7096-2674-8)
- Paris : 10/18, 2006, 423 p. (10/18 ; 3960. Collection Grands détectives).  (ISBN 2-264-04369-5)

7- Le Cadavre anglais (2007)
- Paris : J.-C. Lattès, 2007, 426 p.  (ISBN 978-2-7096-2867-9)
- Paris: 10/18, 2008, 432 p. (10/18 ; 4169. Collection Grands détectives).  (ISBN 978-2-264-04777-9)

8- Le Noyé du Grand Canal (2009)
- Paris : J.-C. Lattès, 2009, 400 p.  (ISBN 978-2-7096-3036-8)
- Paris: 10/18, 2010, 435 p. (10/18 ; 4369. Collection Grands détectives).  (ISBN 978-2-264-05080-9)

9- L'Honneur de Sartine (2010)
- Paris : J.-C. Lattès, 2010, 450 p.  (ISBN 978-2-7096-3426-7)
- Paris : 10/18, 2011, 471 p. (10/18 ; 4505. Collection Grands détectives).  (ISBN 978-2-264-05433-3)

10- L'Enquête russe (2012)
- Paris : J.-C. Lattès, 2012, 550 p.  (ISBN 2-7096-3694-8)
- Paris : 10/18, 2013, 479 p. (10/18 ; 4624. Collection Grands détectives)   (ISBN 978-2-264-05906-2)

11- L'Année du volcan (2013)
- Paris : J.-C. Lattès, 2013, 473 p.  (ISBN 978-2-7096-4232-3)
- Paris : 10/18, 2014, 450 p. (10/18 ; 4780. Collection Grands détectives)   (ISBN 978-2-264-06202-4)

12- La Pyramide de glace (2014)
- Paris : J.-C. Lattès, 2014, 474 p.  (ISBN 978-2-7096-4616-1)
- Paris : 10/18, 2015, 504 p. (10/18 ; 4970. Collection Grands détectives)   (ISBN 978-2-264-06595-7)

13- L'Inconnu du pont Notre-Dame (2015)
- Paris : J.-C. Lattès, 2015, 438 p.  (ISBN 978-2-7096-5035-9)
- Paris : 10/18, 2016, 402 p.  (10/18 ; 5119. Collection Grands détectives)   (ISBN 978-2-264-06890-3)

14- Le Prince de Cochinchine (2017), à partir de la vie de Pierre Pigneau de Behaine.
- Paris : J.-C. Lattès, 2017, 444 p.  (ISBN 978-2-7096-5845-4)
- Paris : 10/18, 11/2018, 456 p. (10/18 ; 5392. Collection Grands détectives).  (ISBN 978-2-264-07319-8)

En 2021, soit trois ans après le décès de Jean-François Parot, Laurent Joffrin reprend les aventures de Nicolas Le Floch dans un quinzième volume intitulé Le Cadavre du Palais-Royal, suivi d'un seizième L'Énigme du Code noir paru en 2022.

## Décorations
- Chevalier de la Légion d'honneur (2005)[13]
- Officier de l'ordre des Arts et des Lettres (2011)[14]